# Cystoviridae

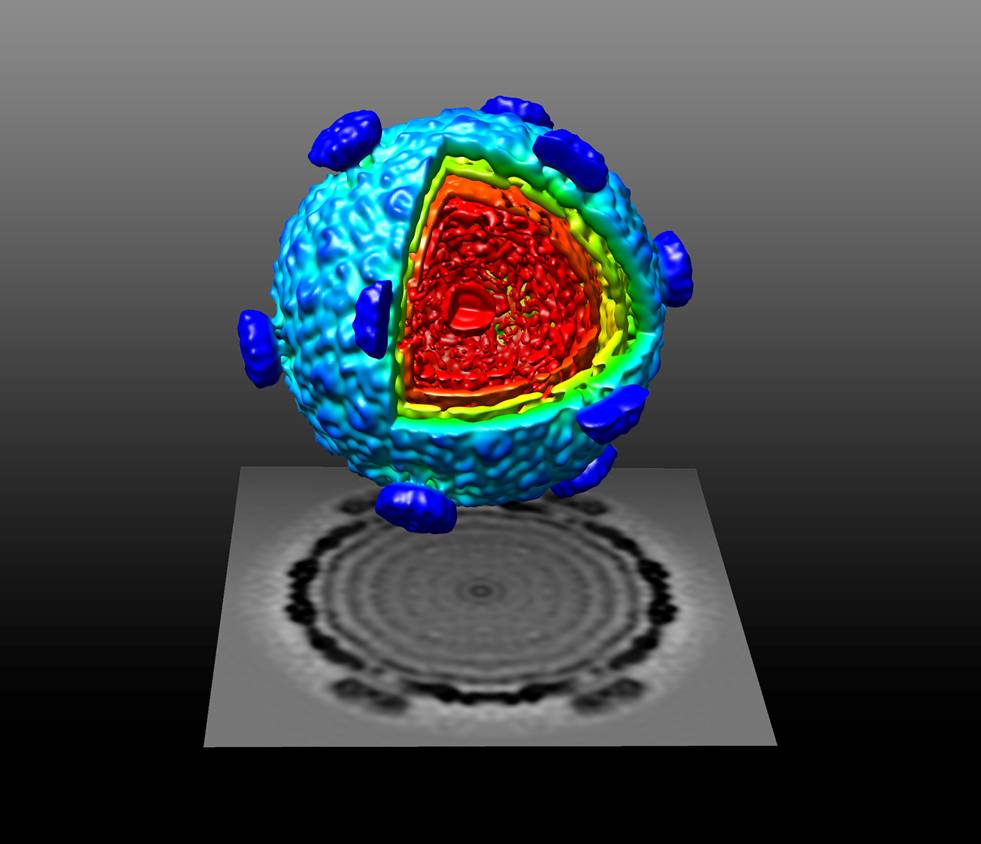
Schematische 3D-Darstellung eines Cystovirus-Virions

Die Cystoviridae sind eine Virusfamilie behüllter RNA-Viren mit segmentiertem doppelsträngigem Genom. Die Familie umfasst bislang (Stand Januar 2021) nur eine einzige offiziell bestätigte Gattung Cystovirus. Als Bakteriophage nutzt es verschiedene Gram-negative Bakterien als Wirt.
Cystoviren sind die einzige Bakteriophagenfamilie mit einer vollständigen Virushülle und die einzige mit RNA-basiertem Genom. Die Familien der Tectiviridae und der Corticoviridae haben zwar Lipide in ihren Kapsiden eingeschlossen, aber keine äußere Virushülle.

Schematischer Aufbau eines Virions der Cystoviridae (Querschnitt und Aufsicht)

Die Familie der Cystoviren scheint am nächsten mit den Reoviridae verwandt zu sein, besitzen jedoch auch Homologien zu den Totiviridae. Dadurch sind Cystoviren die einzige Familie von Bakteriophagen, die näher mit Viren von Eukaryoten verwandt sind, als mit anderen Phagen.

## Genom
Das Genom der Cystoviren besteht aus drei Segmenten (tripartit): Das S-Segment mit 2,9 kbp (Kilobasenpaaren), das M-Segment mit 4 kbp und L-Segment mit 6,4 kbp. Das Genom kodiert für 12 Proteine. Die meisten identifizierten Cystoviren infizieren Arten der Gattung Pseudomonas, wobei dies auch an der Untersuchungs- und Anreicherungsmethode liegen kann. Die Pseudomonas-Phagen Phi6, Phi7, Phi8, Phi9, Phi10, Phi11, Phi12 und Phi13 wurden charakterisiert und benannt, weitere wurden bisher nur isoliert.
Während der Tropismus bei manchen Cystoviren wie Phi6 über die Bindung des multimeren Proteins P3 an Typ-IV-Pili als Rezeptor bestimmt wird, verwenden Phi8, Phi12 und Phi13 ein heterodimeres Protein, welches an Lipopolysaccharide bindet.

## Reproduktionszyklus

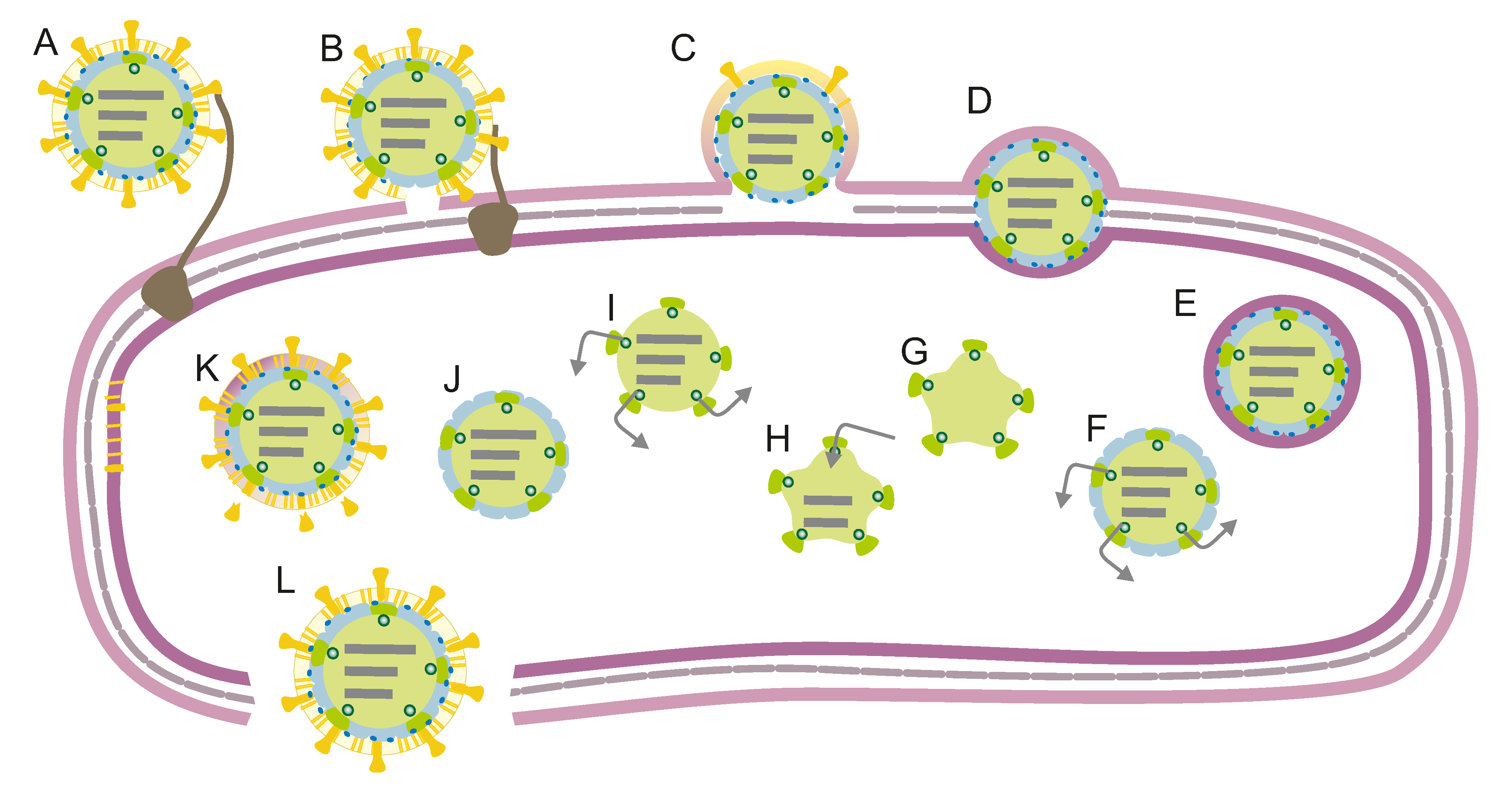
Schematische Darstellung des Reproduktionszyklus von Pseudomonas-Virus phi6

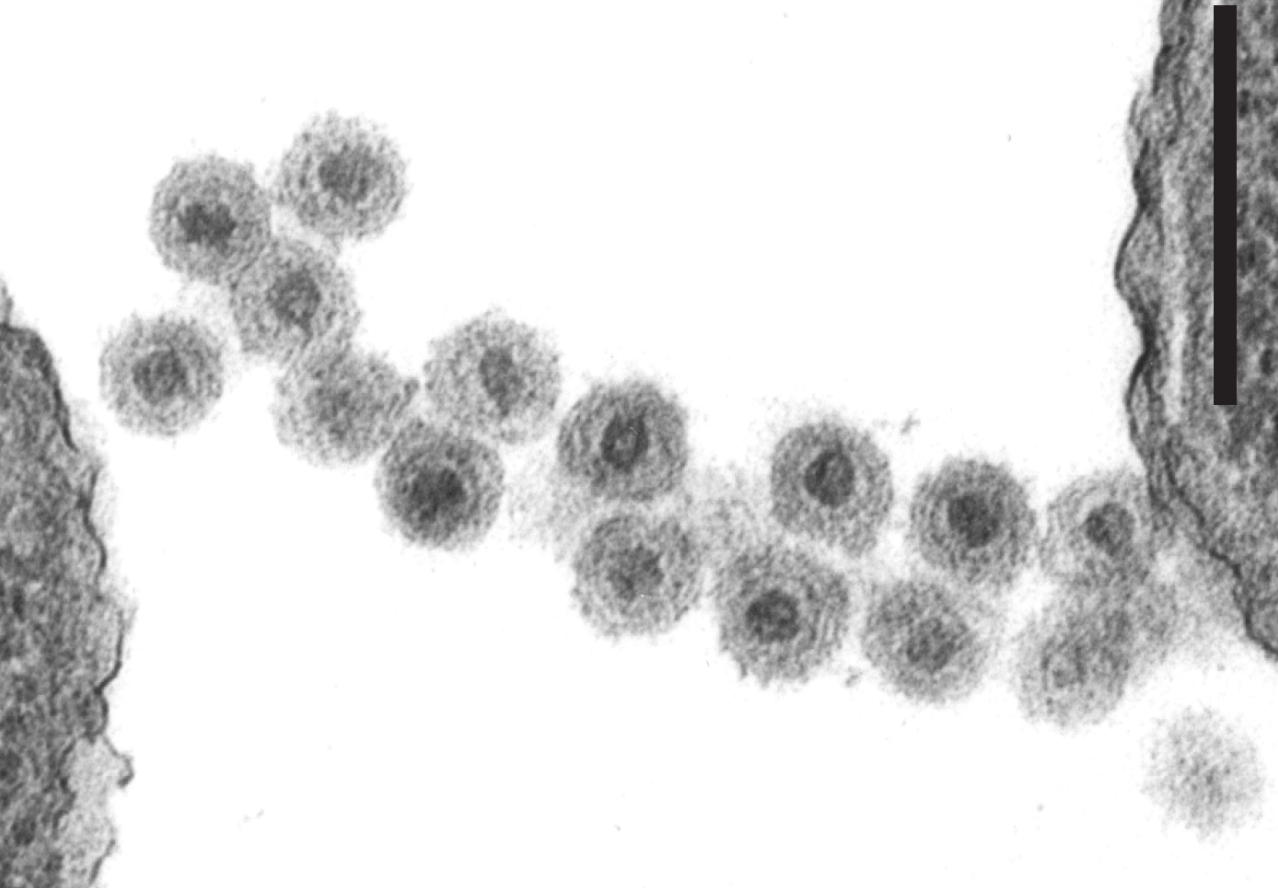
Elektronenmikroskopische Aufnahme (Dünnschliff) von Virionen der Spezies Pseudomonas-Virus phi6 am Pilus-Rezeptor der bakteriellen Wirtszelle (rechts). Balken 200 nm.

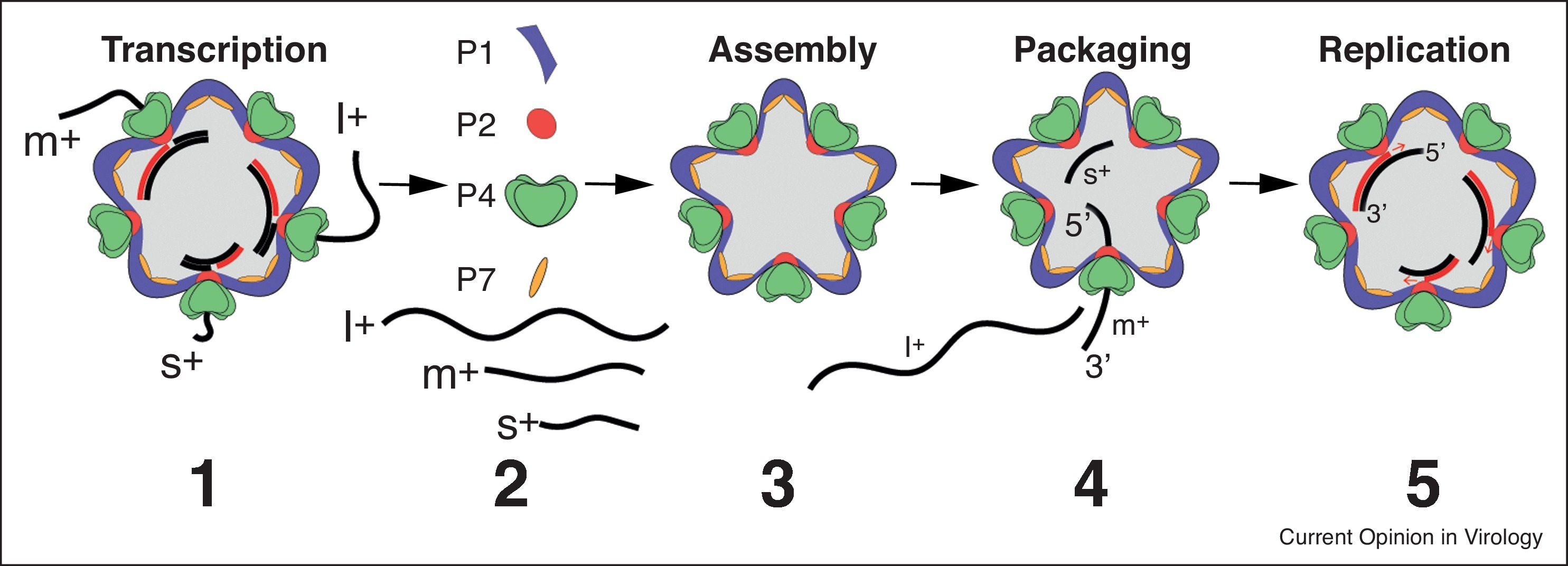
Assemblierung und Verpackung der Cystoviridae-Virionen

Das Protein P6 vermittelt die Fusion mit der Zellmembran der Wirtszelle und das anschließende Einschleusen des Nukleokapsids, ohne die RNA zu entpacken. P5 ist ein hydrolytisches Enzym zur Auflösung der bakteriellen Proteoglykan-Schicht. P2 sorgt als RNA-abhängige RNA-Polymerase für die Replikation des Genoms innerhalb des Nukleokapsids. P4 befördert die einzelsträngigen viralen RNA-Segmente positiver Polarität unter ATP-Verbrauch in die neu hergestellten Kapsidproteine, wo sie durch P2 zur doppelsträngigen RNA vervollständigt werden. Die Zelle wird anschließend durch Lyse verlassen.

## Systematik

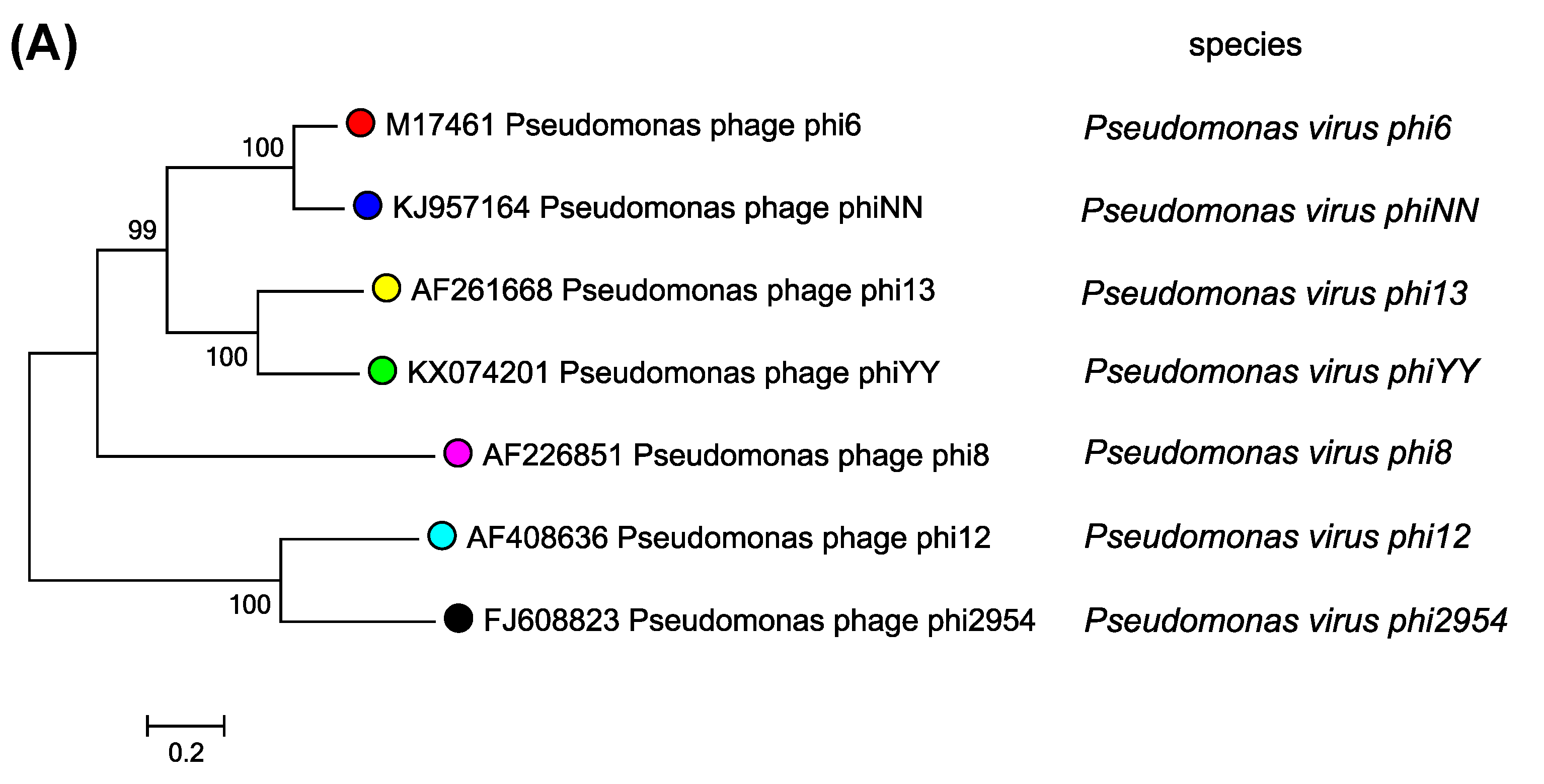
Phylogenetische Analyse der Cystoviridae

Das ICTV hat mit der Master Species List #35 vom März 2020 die Cystoviridae dem neu geschaffenen Phylum Duplornaviricota zugeordnet. Eine Kladogramm findet sich bei Picornavirales §ICTV Master Species List #35.
Vom ICTV offiziell bestätigt ist in dieser Familie lediglich die einzige Gattung Cystovirus (ist also monotypisch). Nach Stand Mitte April 2024 besteht die Familie aus folgenden Mitgliedern (ergänzt um Vorschläge nach NCBI mit Stand 28. April 2024 (in doppelten Anführungszeichen) und nach Mindich 1999 – in Anführungszeichen):
Familie Cystoviridae (Cysto-ähnliche Viren, englisch cysto-like viruses)
- Gattung Cystovirus
  - Spezies Cystovirus phi12 mit Pseudomonas-Phage phi12 (englisch Pseudomonas phage phi12)
  - Spezies Cystovirus phi13 mit Pseudomonas-Phage phi13 (en. Pseudomonas phage phi13)
  - Spezies Cystovirus phi2954 mit Pseudomonas-Phage phi2954 (en. Pseudomonas phage phi2954)
  - Spezies Cystovirus phi6 (ehem. Typus) mit Pseudomonas-Phage phi6 (en. Pseudomonas phage phi6)
  - Spezies Cystovirus phi8 mit Pseudomonas-Phage phi8 (en. Pseudomonas phage phi8)
  - Spezies Cystovirus phiNN mit Pseudomonas-Phage phiNN (en. Pseudomonas phage phiNN)
  - Spezies Cystovirus phiYY mit Pseudomonas-Phage phiYY (en. Pseudomonas phage phiYY)
  - Spezies „Cystovirus CAP3“
  - Spezies „Cystovirus CAP4“
  - Spezies „Cystovirus CAP5“
  - Spezies „Cystovirus CAP6“
  - Spezies „Cystovirus CAP7“
  - Spezies „Jiangsu sediment cystovirus“
  - Spezies „Lactococcus-Phage phi7-9“
  - Spezies „Pectobacterium-Phage MA14“
  - Spezies „Red mite associated cystovirus“
  - Spezies „Guangxi cystovirus 1“ bis „22“
  - Spezies „Henan cystovirus 1“ bis „4“

- weitere Vorschläge ohne Gattungszuweisung
  - Spezies „Guangxi cysto-like virus 1“ bis „13“
  - Spezies „Henan cysto-like virus“
  - Spezies „Henan farmland cysto-like virus“
  - Spezies „Hubei cysto-like virus“
  - Spezies „Jiangsu reserve cysto-like virus“
  - Spezies „Jiangsu sediment cysto-like virus 1“ bis „9“
  - Spezies „Microvirgula phage phiNY“ mit Microvirgula phage phiNY
  - Spezies „Pseudomonas phage phi7“ mit Pseudomonas-Phage phi7
  - Spezies „Pseudomonas phage phi9“ mit Pseudomonas-Phage phi9
  - Spezies „Pseudomonas phage phi10“ mit Pseudomonas-Phage phi10
  - Spezies „Pseudomonas phage phi11“ mit Pseudomonas-Phage phi11[5]
  - Spezies „Ripucork virus“
  - Spezies „Ripuginb virus“
  - Spezies „Ripuglab virus“
  - Spezies „Ripujyp virus“
  - Spezies „Ripukreq virus“
  - Spezies „Ripulip virus“
  - Spezies „Sichuan farmland cysto-like virus“
  - Spezies „Xinjiang desert cysto-like virus“
  - Spezies „Xinjiang sediment cysto-like virus“
  - Spezies „Yunnan farmland cysto-like virus“
  - Spezies „Yunnan sediment cysto-like virus 1“
  - Spezies „Yunnan sediment cysto-like virus 2“
  - Spezies „Yunnan sediment cysto-like virus 3“
  - Spezies „Zhejiang cysto-like virus“